# Stephen Turnbull (Historiker)
Stephen Richard Turnbull (* 6. Februar 1948) ist ein britischer Historiker und Schriftsteller. Sein Spezialgebiet ist die fernöstliche Militärgeschichte, insbesondere die Geschichte Japans.
Stephen Turnbull hat einen Abschluss der Cambridge University und zwei Master-of-Arts-Titel in Theologie und Militärgeschichte. Im Jahr 1996 bekam er den Doktortitel von der University of Leeds für seine Arbeit über japanische Religionsgeschichte. Für seine Arbeit erhielt er den Cannon Prize der British Association for Japanese studies und den Japan Festival Literary Award.

## Werke (Auswahl)
- The Samurai - A military history. Osprey Publishing, London, 1977.
- Samurai armies, 1550–1615. Osprey Publishing, London, 1979.
- Warlords of Japan. Sampson Low, 1979.
- The Mongols. Osprey Publishing, Oxford, 1980.
- The Book of the Samurai. Magna Books, Leicester England, 1982.
- The Book of the Medieval Knight. Arms and Armour Press, London, 1985.
- Samurai Warriors. Blandford Press, Poole Dorset, 1987. (Deutsche Ausgabe: Samuraikrieger. Ordonnanz-Verlag, Eschershausen, 1998)
- Samurai Warlords: The Book of the Daimyō. Blandford, London, 1989.
- Ninja: The True Story of Japan's Secret Warrior Cult. Firebird Books, Poole Dorset, 1991.
- The Samurai: A Military History. Routledge, London 1996.
- Samurai Warfare. Arms and Armour Press, London, 1997.
- The Samurai Sourcebook. Arms & Armour Press, London, 1998.
- Nagashino 1575: Slaughter at the Barricades. Osprey Publishing, Oxford, 2000.
- Ashigaru 1467–1649: Weapons, Armour, Tactics. Osprey Publishing, Oxford, 2001.
- The Knight Triumphant: The High Middle Ages, 1314–1485. Cassell, London, 2001.
- Samurai Heraldry. Osprey Publishing, Oxford, 2002.
- Samurai Invasion: Japan's Korean War, 1592–1598. Cassell, London, 2002.
- War in Japan: 1467–1615. Osprey Publishing, Oxford, 2002.
- Genghis Khan & the Mongol Conquests 1190–1400. Osprey Publishing, Oxford, 2003.
- Japanese castles, 1540–1640. Osprey Publishing, Oxford, 2003.
- Japanese Warrior Monks AD 949–1603. Osprey Publishing, Oxford, 2003. (Bestandteil der deutschen Ausgabe: Ninja und Japanische Kampfmönche 950 - 1650. Siedler Verlag, Sankt Augustin, 2003)
- Kawanakajima 1553–1564: Samurai Power Struggle. Osprey Publishing, Oxford, 2003.
- Ninja AD 1460–1650. Osprey Publishing, Oxford, 2003. (Bestandteil der deutschen Ausgabe: Ninja und Japanische Kampfmönche 950 - 1650. Siedler Verlag, Sankt Augustin, 2003)
- Tannenberg 1410: Disaster for the Teutonic Knights. Osprey Publishing, Oxford, 2003.
- The Walls of Constantinople: AD 324–1453. Osprey Publishing, Oxford, 2004.
- Warriors of Medieval Japan. Osprey Publishing, Oxford, 2005.
- Samurai Commanders. Osprey Publishing, Oxford, 2005.
- Japanese Fortified Temples and Monasteries AD 710 - 1602. Osprey Publishing, Oxford, 2005.
- Samurai: the world of the warrior. Osprey Publishing, Oxford, 2006.
- The Great Wall of China 221 BC-AD 1644. Osprey Publishing, Oxford, 2007.
- The Samurai Swordsman: Master of War. Frontline Books, London 2008.
- Samurai Women 1184-1877. Osprey Publishing, Oxford, 2012.